# Ханна Оббек
Ханна Оббек (нід. Hanna Obbeek, нар. 24 квітня 1998, Амстердам, провінція Північна Голландія, Нідерланди) — нідерландська колишня акторка. Ханна Оббек стала відомою завдяки головній ролі у фільмі «Таємний лист», 2010 року та головній ролі Аккі у стрічці Денніса Ботса «Хороші діти не плачуть», 2012 року, екранізації однойменної книги Жака Врінса 1999 року.

## Біографія
Ханна Оббек народилася 24 квітня 1998, в Амстердамі, вона є донькою співака Яна Оббека та актриси Йоганни тер Стіге. Ханна Оббек стала відомою завдяки головній ролі у фільмі «Таємний лист», 2010 року та головній ролі Аккі у фільмі Денніса Ботса «Хороші діти не плачуть», 2012 року, екранізації однойменної книги Жака Врінса 1999 року. За цю роль Ханна була номінована на премію Рембрандта в категорії «Найкраща жіноча роль» та стала переможцем нідерландської премії «Золотий фільм», 2012 року. Найпершою роллю Ханни Оббек в кіно стала роль новонародженої доньки Рембрандта Тітус ван Рейн у фільмі «Рембрандт», 1999 року.
У 2013 році вона зіграла головну роль у фільмі «Боббі та мисливці за привидами» з Нільсом Веркойєном і Діаною Доббельман. Після кількох інших ролей вона також зосередилася на дизайні костюмів. Наприклад, вона асистувала в костюмах у перших епізодах драматичного серіалу «Я знаю, хто ти», 2018 року.
В останнє знялася в 2020 році у серіалі «Mascot», який вийшов в 2023 році.
Станом на січень 2024 року відомо, що веде особистий блог та окремий блог про йогу в соціальній мережі Instagram.

## Фільмографія
| Рік  | Назва фільму                   | Роль                             | Примітки                                                    |
| ---- | ------------------------------ | -------------------------------- | ----------------------------------------------------------- |
| 1999 | Ребрандт                       | Тітус ван Рейн, донька Ребрандта | У титрах вказана як Ханна тер Стіге                         |
| 1999 | Жінка півночі                  | донька Емілі                     | У титрах вказана як Ханна тер Стіге                         |
| 2000 | Ханна сміється                 | Ханна                            | Короткометражний фільм. У титрах вказана як Ханна тер Стіге |
| 2008 | Марафонка                      | Джулі                            | Телевізійний фільм                                          |
| 2010 | Таємний лист                   | Єва Велс                         |                                                             |
| 2012 | Хороші діти не плачуть         | Аккі                             | Ханна Оббек спеціально збрила волосся заради ролі у фільмі  |
| 2013 | Боббі та мисливці за привидами | Саннє                            |                                                             |
| 2014 | Коробкові тролі                | Вінні                            | Озвучення                                                   |
| 2014 | Про сердце                     | Софі                             |                                                             |
| 2014 | Кров, піт і сльози             | Дочка Тіма Грека                 |                                                             |
| 2014 | Жінка-вбивця                   | Мірта Вермеер                    | 1 епізод                                                    |
| 2018 | Золотий листок                 | Абатство                         |                                                             |
| 2023 | Талісман                       | Асистент стоматолога             |                                                             |

| Рік  | Виконавець | Пісня | Роль     | Примітки      |
| ---- | ---------- | ----- | -------- | ------------- |
| 2013 | Enorm      | Zoe   | Дівчинка | [ 11 ] [ 12 ] |

## Дивіться також
- Хороші діти не плачуть
- Восьмикласники не плачуть
- Круті діти не плачуть
- Дівчата не плачуть
- Нільс Веркойєн
- Жак Врінс